# Rdeče brigade
Rdeče brigade (italijansko Brigate Rosse, okrajšano BR) je italijanska paravojaška teroristična organizacija, odgovorna za številne nasilne incidente v času tim. "svinčenih let". Organizacija, oblikovana leta 1970, si je prizadevala z oboroženim bojem vzpostaviti revolucionarno državo in njen umik iz Nata. BR je dosegla svojo razvpitost v 70. in 80. letih 20. stoletja z nasilnimi poskusi destabilizacije Italije, kot so bile sabotaže, bančni ropi in ugrabitve.
Za svoj vzor so Rdeče brigade med drugim vzele latinsko ameriška mestna gverilska gibanja. Knjige o Tupamarosu so bile vplivne, na nek način priročnik naredi si sam za zgodnje Rdeče brigade, prav tako italijansko odporniško gibanje 1943-45, razumljeno kot primer uporabe nasilnih sredstev za pravični konec s strani mladostne manjšine.
Najzloglasnejše dejanje Rdečih brigad se je zgodilo leta 1978 ob ugrabitvi nekdanjega krščansko-demokratskega ministrskega predsednika Italije Alda Mora, ki je poskušal doseči compromesso storico, to je zgodovinski kompromis s komunisti. Ugrabitelji so pri tem ubili pet članov Morovega spremstva, njega samega pa 54 dni kasneje.
Rdeče brigade so komaj preživele zadnja leta hladne vojne, ko je leta 1984 sledil razkol in prijetje oz. beg večine njenih članov. Italijanski preiskovalci so v 80. letih organizacijo napadli s pomočjo njenih ujetih voditeljev, ki so se v zaporu pokesali in pripomogli oblastem pri prijetju ostalih članov. Po masovnih aretacijah v poznih 80. letih je skupina počasi polzela v nepomembnost.

## 1970: prva generacija Rdečih brigad
Rdeče brigade so ustanovili Renato Curcio in Margherita (Mara) Cagol, ki sta se spoznala kot študenta na Univerzi v Trentu in kasneje poročila, ter Alberto Franceschini avgusta 1970. Franceschinijeva babica je bila voditeljica kmečke zveze, njegov oče pa delavec in antifašist, deportiran v Auschwitz.
Medtem ko je imela trentska skupina okoli Curcia korenine na Sociološkem oddelku katoliške univerze, pa je skupina Reggio Emilia (okoli Franceschinija) vključevala večinoma nekdanje člane FGCI (komunističnega mladinskega gibanja), izključene iz stranke zaradi ekstremističnih pogledov. Na začetku so bile Rdeče brigade pretežno dejavne na ozemlju Reggia-Emilie in v večjih tovarnah v Milanu (npr. Sit-Siemens, Pirelli, Magneti Marelli) in Torinu. Njihovi člani so sabotirali tovarniško opremo, vdirali v pisarne in sedeže sindikatov. Leta 1972 so uprizorili prvo ugrabitev. Tovarniškega delovodjo v Sit Siemensu so držali okoli 20 minut, medtem ko so ga slikali s plakatom v rokah in ga razglasili za fašista.Po koncu so ga izpustili nepoškodovanega.
V tem času so bile dejavnosti Rdečih brigad zanikane s strani skrajnolevičarskih političnih skupin Lotta Continua in Potere Operaio (ki so bile bližje avtonomističnemu gibanju). Čeprav so poskušali dokazati kakršnokoli povezavo med Rdečimi brigadami in tujimi varnostno-obveščevalnimi službami, ni bilo ničesar dokazanega. Takšna misel je bila tudi kasneje zavnjena s strani vseh vpletenih, ki so se po letih zapora odločili povedati svojo resnico v knjigah, intervjujih itn.
Junija 1974 so člani Rdečih brigad izvedli prvi umor. Med napadom na sedež neofašistične stranke Movimento Sociale Italiano (MSI) sta bila v Padovi ubita njena člana. Večina italijanskih levičarskih strank v tem času, vključno s Komunistično partijo je zanikala vpletenost Rdečih brigad v umor in celo obstoj organizacije. Kljub temu jih je po besedah vodij BR podprla večja skupina ljudi, to bi lahko bil tudi razlog tako dolgega obstoja te paravojaške sestave, ki je štela nekaj sto aktivnih članov.

## Aretacija ustanoviteljev Rdečih brigad 1974
Septembra 1974 sta bila ustanovitelja BR Curcio in Franceschini aretirana in obsojena na 18 let zapora. Prijetje je omogočil "Frate Mitra", alias Silvano Girotto, nekdanji menih, ki se je za potrebe italijanske varnostne službe infiltriral v vrste Rdečih brigad. Curcia je osvobodila iz zapora oborožena skupina Rdečih brigad, ki jo je vodila njegova žena Mara Cagol, vendar je bil nekaj časa zatem ponovno aretiran.
Rdeče brigade so nato izvedle nekaj političnih ugrabitev ljudi na visokih položajih, kot sta bila genovski sodnik Mario Sossi in gospodarstvenik Vallarino Gancia, z namenom, da bi dobili odkupnino, ki je bila skupaj z denarjem od bančnih ropov njihov glavni vir financiranja.

## Širitev in radikalizacija
Po letu 1974 so se Rdeče brigade začele širiti v Rim, Genovo in Benetke. Število članov je drastično raslo, kar se je kazalo tudi v raznolikih zločinskih podvigih. Bančni ropi, ugrabitve, prekupčevanje z drogami in orožjem so bili glavni zločini. Njihov manifest iz leta 1975 je najavil njihov cilj osredotočiti boj v srce države, ker je država imperialistična zbirka multinacionalnih korporacij. "SIM" (Stato Imperialista delle Multinazionali) je postala njihova primarna tarča.
V tem letu je italijanska policija odkrila kmetijo, koder so držali Gancio. Med strelskim spopdaom, ki je sledil, sta bila ubita dva policijska častnika, ubita je bila tudi Curciova žena Mara Cagol. Aprila 1975 so Rdeče brigade razglasile ureditev komunistične bojne stranke, ki bo "vodila delavski razred". Teroristične aktivnosti, zlasti proti karabinjerjem in sodnikom, so z namenom ustrahovanja in povzročitve neveljavnih procesov proti zajetim voditeljem organizacije, skokovito narasle. Prav tako so postali tarče odvetniki določeni s strani sodišč ("difensori d' ufficio") potem, ko so aretirani člani Brigad zavrnili, da bi jih branili odvetniki.

### Ugrabitev in umor Alda Mora
Leta 1978 je druga generacija Rdečih brigad, ki ji je načeloval Mario Moretti, ugrabila in umorila krščanskega demokrata Alda Mora, ključno figuro pri pogajanjih, katerih cilj je bil doseči vladno parlamentarno večino, s sprejetjem zgodovinskega kompromisa med Komunistično partijo in Krščansko demokracijo. Skupina članov Rdečih brigad, oblečenih v ukradene uniforme italijanske letalske družbe Alitalia je v zasedi pričakala Alda Mora, ubila pet njegovih varnostikov, njega pa naredila za ujetnika.
Ugrabitelji so v zameno za varno izpustitev Mora zahtevali izpustitev določenih zapornikov. Vlada je zavrnila pogajanja z ugrabitelji, medtem ko so italijanske politične sile zavzele stališče ali trde linije ("linea della fermezza") ali bolj pragmatični pristop ("linea del negoziato"). V ujetništvu je Moro poslal pisma svoji družini, političnim prijateljem, papežu, proseč za pogajalski izhod.
Po 54 dneh držanja Mora v ujetništvu so Rdeče brigade spoznale, da se vlada ne namerava pogajati, in v strahu, da bodo odkrite, odločile ubiti svojega zapornika. Namestile so ga v avtomobil in rekle, naj se pokrije z odejo, nakar je Mario Moretti vanj izstrelil enajstkrat. Njegovo truplo so pustili v prtljažniku avtomobila v ulici Via Caetani, na pol poti med sedežema Krščanske demokracije in Komunistične partije (PCI), kot poslednji simbolni izziv za policijo, ki je držala cel narod, zlasti Rim, pod strogim nadzorom. Moretti je napisal v Brigate Rosse: una storia italiana, da je bil umor Mora poslednji izraz marksistično-leninistične revolucionarne akcije. Prvotni ustanovitelj Rdečih brigad Alberto Franceschini je napisal, da zaprti člani ne razumejo, zakaj je bil Moro izbran za tarčo.
Atentat na Alda Mora je povzročil močno reakcijo proti Brigadam s strani italijanskega sodišča in varnostnih sil. Umor popularne politične figure je za seboj povlekel tudi obsodbo ostalih italijanskih levičarskih militantnih formacij in celo od nekdanjih vodij Rdečih brigad. Ti dogodki so bili od blizu upodobljeni v filmu Marca Bellocchia iz leta 2003 Dobro jutro, noč.
Ključna točka obrata je bil umor Guida Rosse, člana PCI in sindikalnega vodje, v letu 1979. Rossa je opazoval distribucijo propagande BR in o udeležencih poročal policiji. Napad na sindikalista je potrdil pogubno, povsem odtujeno politiko do baze tovarniških delavcev, h katerim je bila propaganda BR sprva usmerjena.
Italijanska policija je v letu 1980 izvedla številne aretacije; 12 tisoč skrajno levičarskih militantov je bilo zadržanih, medtem ko je v Francijo zbežalo 300, 200 pa v Južno Ameriko, skupno je Italijo zapustilo 600 članov. Večina voditeljev je bila aretiranih, ali se odmaknilo od doktrine (kot dissociati) ali sodelovalo s preiskovalci pri zajetju ostalih članov BR (kot Collaboratori di giustizia) in s tem doseglo znatna znižanja zapornih kazni.
Najbolj znani collaboratore di giustizia je bil Patrizio Peci, eden voditeljev torinske "kolone". Kot odgovor na njegovo izdajstvo so Rdeče brigade leta 1981 usmrtile njegovega brata Roberta, sčimer so škodovale položaju organizacije, v očeh javnosti pa se približale nivoju domnevno radikalne Cosa Nostre.
7. aprila 1979 je bil aretiran marksistični filozof Antonio Negri, z njim pa še nekatere osebe povezane z Avtonomističnim gibanjem. Padovski javni tožilec Pietro Calogero jih je obsodil, da so politično krilo Rdečih brigad. Negri je bil obtožen številnih prekrškov, od vodenja Rdečih brigad, organiziranja ugrabitve in umora Alda Mora, do snovanja strmoglavljenja vlade. V tem času je Negri, profesor političnih znanosti na Padovski univerzi, obiskoval predavatelje pariške École Normale Supérieure. Francoska filozofa Félix Guattari in Gilles Deleuze sta napisala L'Appel des intellectuels français contre la répression en Italie (Klic francoskih intelektualcev proti represiji v Italiji) kot protest proti Negrijevemu zaprtju in italijanski antiteroristični zakonodaji.
Leto kasneje je bil Negri oproščen obtožbe ugrabitve Alda Mora. Med Negrijem in Rdečimi brigadami nikoli ni bila dokazana nobena povezava, skoraj vse obtožbe proti njemu (vključno 17 umorov) so zaradi pomanjkanja dokazov padle v nekaj mesecih njegovega zapora.
Atentat na Alda Mora še danes lovi Italijo in ostaja pomemben dogodek hladne vojne. V 80. in 90. letih je Komisija, ki jo je vodil senator Giovanni Pellegrino, raziskovala teroristična dejanja v Italiji v času svinčenih let, prav tako so se vršile različne sodne raziskave, ki jim je načeloval Guido Salvini in ostali sodniki.

## Podpora Vzhodnega bloka
Glavna podpora Rdečim brigadam iz tujine je prihajala od češkoslovaške službe Državne varnosti (StB) in Palestinske osvobodilne organizacije (PLO). Sovjetsko in češkoslovaško orožje in eksploziv je prihajalo iz Srednjega vzhoda preko preprodajalcev heroina vzdolž dobro vzpostavljenih tihotapskih poti. Logistična podpora in usposabljanje sta se izvrševala direktno s pomočjo StB, tako v Pragi kot na oddaljenih pripravljalnih taborih PLO-ja v severni Afriki in Siriji.
Zavedajoč se vpletenosti in bojazni maščevanja zaradi njene lastne vpletenosti s sovjetsko varnostno-obveščevalno službo KGB je italijanska komunistična partija vložila več pritožb sovjetskemu veleposlaništvu v Rimu glede češkoslovaške podpore Rdečim brigadam, vendar so bili Sovjeti ali nepripravljeni ali pa nezmožni ustaviti StB. To je bilo eno od več dejavnikov, ki so prispevali h koncu prikritega odnosa med Komunistično partijo in KGB-jem in ki je dosegel višek s popolno prekinitvijo leta 1979.
Italijanska politična analitičarka in novinarka Loretta Napoleoni je na eni imed konferenc TED (Technology Entertainment and Design) izjavila, da je govorila z "zunanjim sodelavcem" Rdečih brigad, ki je trdil, da je med poletnimi potovanji med Libanonom in Italijo za plačilo prevažal palestinsko orožje sovjetske izdelave na Sardinijo, kjer se je delilo "drugim organizacijam v Evropi"